# Pleurochayah appalachius
Pleurochayah appalachius  — вимерлий вид бокошийних черепах родини Bothremydidae, що існував у Північній Америці у пізній крейді (95 млн років тому). Описаний у 2021 році.

## Рештки
Фрагментарні рештки черепа і карапакс виявлені у відкладеннях формації Вудбайн у місті Арлінгтон в окрузі Таррант у Техасі. Голотип зберігається у Музеї природи та науки Перо в Далласі (Техас).

## Етимологія
Родова назва Pleurochayah складається з грецького слова «Pleuro», що означає «бік», та слова з індіанської мови каддо «Cha'yah» — «черепаха». Назва виду відноситься до Аппалачії — культурного регіону, що охоплює східну частину Північної Америки.